# Wilwerdingen
Wilwerdingen (luxemburgisch Wilwerdangⓘ, französisch Wilwerdange) ist eine Ortschaft in der Gemeinde Ulflingen, Kanton Clerf im Großherzogtum Luxemburg.

## Lage
Wilwerdingen liegt an der Nationalstraße 12 auf einer Anhöhe. Nachbarorte sind im Norden Gödingen, im Osten Wemperhardt und im Südwesten Drinklingen mit dem der Ort mittlerweile zusammengewachsen ist.

## Allgemeines
Wilwerdingen ist ein langgestrecktes Straßendorf. Es gehörte bis zur Säkularisation Ende des 18. Jahrhunderts größtenteils zur Herrschaft Hohenfels (Houffalize). Ein Teil des Ortes gehörte jedoch zur Herrschaft Vianden. Im Jahr 1889 erhielt Wilwerdingen den Bahnanschluss an die Vennbahn, die zwischen Aachen, Sankt Vith und Ulflingen verkehrte. Damit setzten ein starkes Bevölkerungswachstum und wirtschaftlicher Aufschwung ein. Bis Ende des Ersten Weltkriegs 1918 existierte ein starker Warenverkehr nach Deutschland. Im Zweiten Weltkrieg wurde die Strecke schwer beschädigt und schließlich 1962 stillgelegt und abgebaut. Das Bahnhofsgebäude hingegen hat sich bis heute erhalten.